# 4-Trifluormethoxyanilin
4-Trifluormethoxyanilin ist eine chemische Verbindung des Fluors aus der Gruppe der Anilinderivate.

## Gewinnung und Darstellung
4-Trifluormethoxyanilin kann aus einem entsprechenden Amid durch einen Hofmannschen Amidabbau gewonnen werden.

## Eigenschaften
4-Trifluormethoxyanilin ist eine gelbe Flüssigkeit.

## Verwendung
4-Trifluormethoxyanilin kann als Zwischenprodukt für die Herstellung von Pharmazeutika und Agrochemikalien verwendet werden.